# Cầu đường sắt Bình Lợi
Cầu Bình Lợi là một cây cầu bắc qua sông Sài Gòn trên tuyến đường sắt Bắc Nam tại Thành phố Hồ Chí Minh, nối liền quận Bình Thạnh và thành phố Thủ Đức. Cầu được xây dựng nhằm thay thế cầu Bình Lợi cũ đã có từ hơn 100 năm trước.

## Thiết kế
Cầu có chiều dài 1,3 km, tĩnh không cầu cao 7 m. Phần cầu đường sắt được thiết kế theo quy mô cầu vĩnh cửu bằng vật liệu thép tương ứng với đường sắt khổ 1.435 mm, hiện đặt ray khổ 1.000 mm, tốc độ thiết kế khoảng 100 km/h. Cầu có quy mô 14 nhịp dầm thép. Trong đó, dầm thép chính có hình vòm, dài 101,5 m, rộng 7,72 m, cao 16 m và nặng 400 tấn.

## Thi công
Công trình nằm trong Dự án xây cầu Bình Lợi mới và nạo vét 71 km luồng sông Sài Gòn từ cầu Bình Lợi đến cảng Bến Súc (Bình Dương), được đầu tư theo hình thức BOT, tổng vốn đầu tư là 1.302 tỷ đồng. Cầu được khởi công vào tháng 4 năm 2015 và chính thức thông tàu vào ngày 14 tháng 9 năm 2019.

## Cầu Bình Lợi cũ (1902 – 2019)

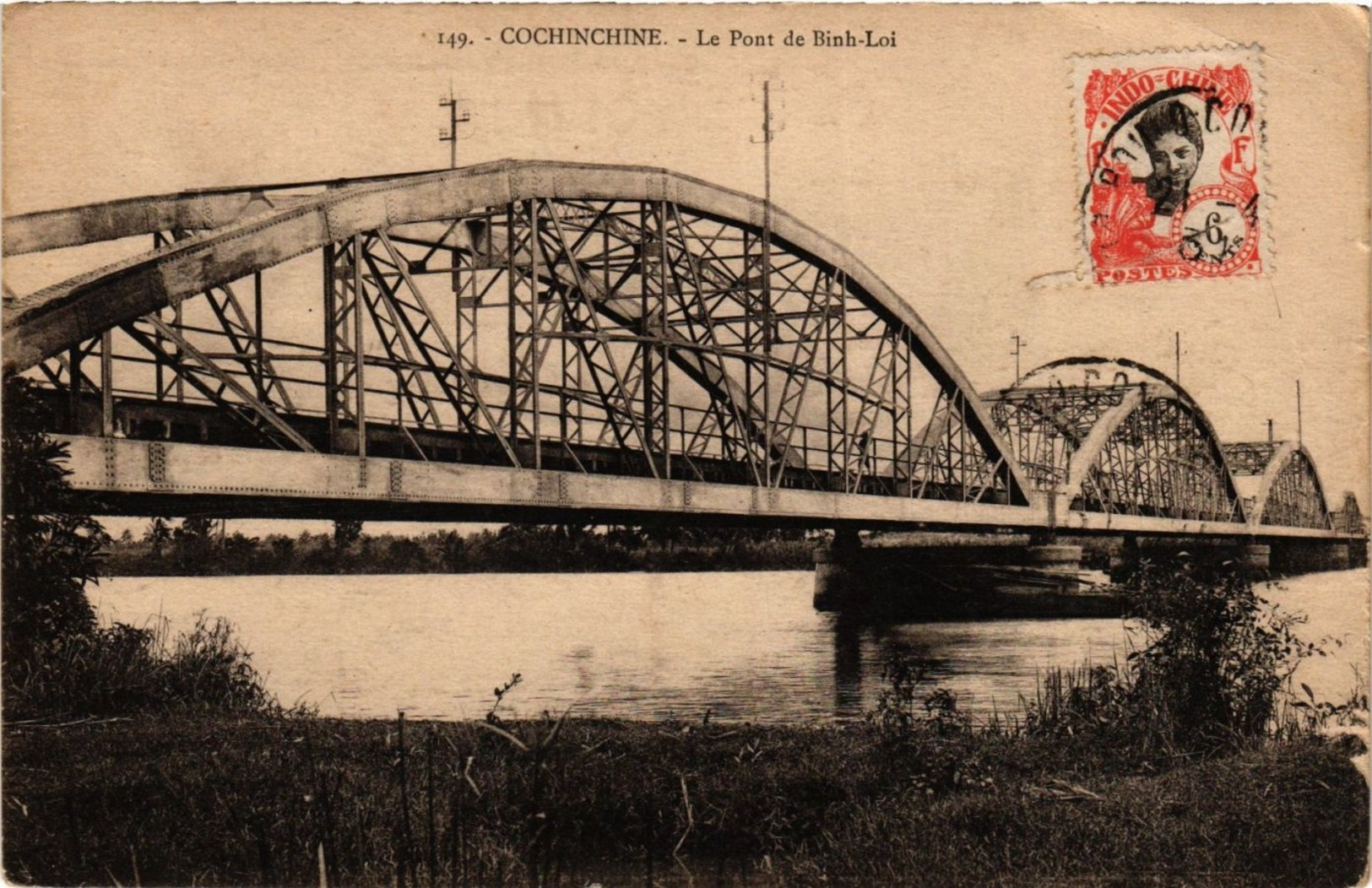
Cầu Bình Lợi trên một tấm bưu thiếp thời Pháp thuộc

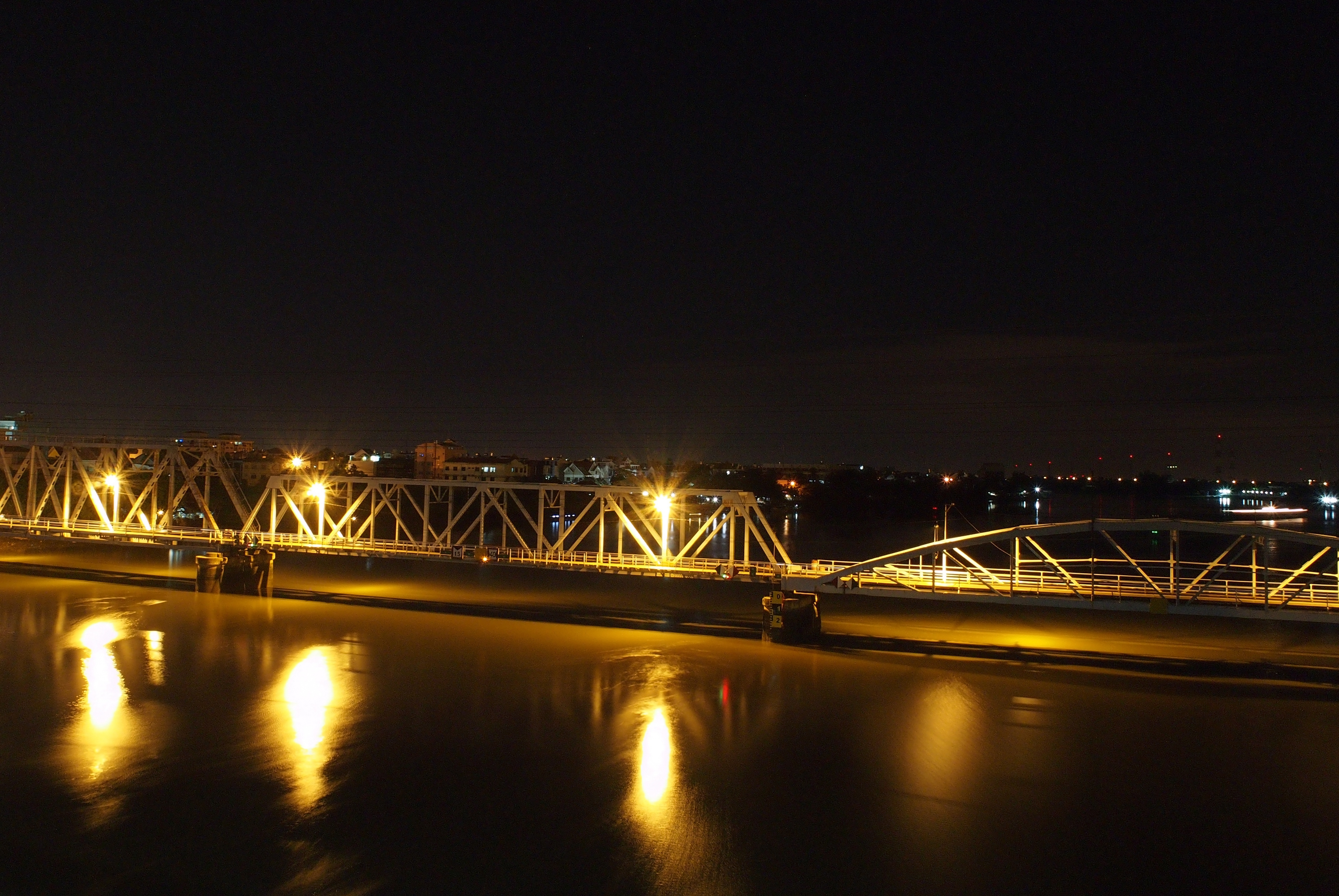
Cầu Bình Lợi cũ vào ban đêm (ảnh chụp năm 2015)

Cầu Bình Lợi cũ được hoàn thành xây dựng vào năm 1902 dưới thời Pháp thuộc và là cây cầu đầu tiên vượt sông Sài Gòn. Chiều dài cầu là 276 m với 6 nhịp. Do độ tĩnh không thông thuyền thấp, chỉ cao 1,8 m nên cầu có một nhịp quay 90 độ ở phía bờ Thủ Đức cho tàu thuyền qua lại (do hãng thầu Levalllois-Perret thi công). Cầu được kết cấu vòm thép, các thanh thép liên kết bằng đinh tán, mặt cầu bằng gỗ tấm lớn và có đường ray xe lửa nối Sài Gòn, Thủ Đức và Biên Hòa. Bên phải đường ray gần chân cầu phía Thủ Đức có một tháp canh.
Từ ngày 8 tháng 5 năm 2020, cầu được tiến hành tháo dỡ. Theo đó, hai nhịp cầu sắt cũ và tháp canh cầu phía bờ Thủ Đức được giữ lại để bảo tồn nguyên trạng.